# Aleksandr Majorov
Aleksandr Majorov (russisk: Алекса́ндр Васи́льевич Майо́ров) (født 2. januar 1942 i Asjaga-Sarali i Sovjetunionen, død 11. juli 2017 i Tbilisi i Georgien) var en sovjetisk filminstruktør, skuespiller og manuskriptforfatter.

## Filmografi
- Sjans (Шанс, 1984)[3][4]